# Суа, Жан-Луи
Жан-Луи Суа (фр. Jean-Louis Soye; 10 февраля 1774, Фальсбур — 16 июля 1832, Вокулёр) — французский военачальник, бригадный генерал (1814).

## Биография
Сын Жана-Жозефа Суа, унтер-офицера швейцарского полка Зонненберга (полк был укомплектован швейцарцами, но находился на французской службе), Жан-Луи был записан в 1781 году рядовым в Королевский Льежский полк. К 1791 году он был сержантом. В 1792-96 воевал в Рейнской армии, 1796-99 — в Итальянской. В 1799 году произведен в капитаны на поле сражения, отличившись при взятии укреплённого редута Санто-Паоло. В ходе этого штурма Суа был дважды ранен.
Способный офицер еще в Италии обратил на себя внимание Бонапарта. Когда Бонапарт стал консулом а затем императором, Суа был награждён Почётной саблей, а несколько позже стал офицером ордена Почётного легиона.
В 1805—1807 годах Суа сражался на основном театре военных действий в составе таких прославленных частей, как пешие егеря Императорской гвардии и гренадерская дивизия Удино. Сражался при Аустерлице и при Остроленке.
С 1807 года Жан-Луи Суа перевелся с чином майора в армию великого герцогства Клеве и Берга, которым в то время управлял Иоахим Мюрат. Когда Мюрат был «повышен» Наполеоном до короля Неаполитанского, Суа последовал за ним в Неаполь, где стал полковником и кавалером Королевского ордена Обеих Сицилий. Мюрат исключительно хорошо относился к Суа, сделал его бароном, пожаловал денежной рентой, чином генерал-майора и должностью командира неаполитанской гвардейской пехоты.
Однако, когда в 1814 году Мюрат, желая сохранить свой трон, отказался поддерживать Наполеона, оказавшегося в трудных обстоятельствах, Суа, даже несмотря на то, что был произведён в генерал-лейтенанты, вернулся на французскую службу, где был утверждён в чине бригадного генерала (то есть чином ниже) и назначен командовать бригадой пехоты Молодой гвардии.
Во время Ста дней генерал Суа вновь проявил верность Наполеону и возглавил армейскую пехотную бригаду в дивизии Жерома Бонапарта из корпуса Оноре Рея, с которой отважно сражался при Катр-Бра и при Ватерлоо.
После этого до 1818 года не служил, затем служил на административных должностях (комендант в Меце и др). Скончался от холеры.

## Награды
Офицер ордена Почётного легиона (14 июня 1804 года)
 Кавалер Королевского ордена Обеих Сицилий (24 января 1809 года)
 Коммандан ордена Почётного легиона.
 Кавалер военного ордена Святого Людовика (20 августа 1814 года)